# Ctimene piepersiata
Ctimene piepersiata là một loài bướm đêm trong họ Geometridae.